# Kensey Johns

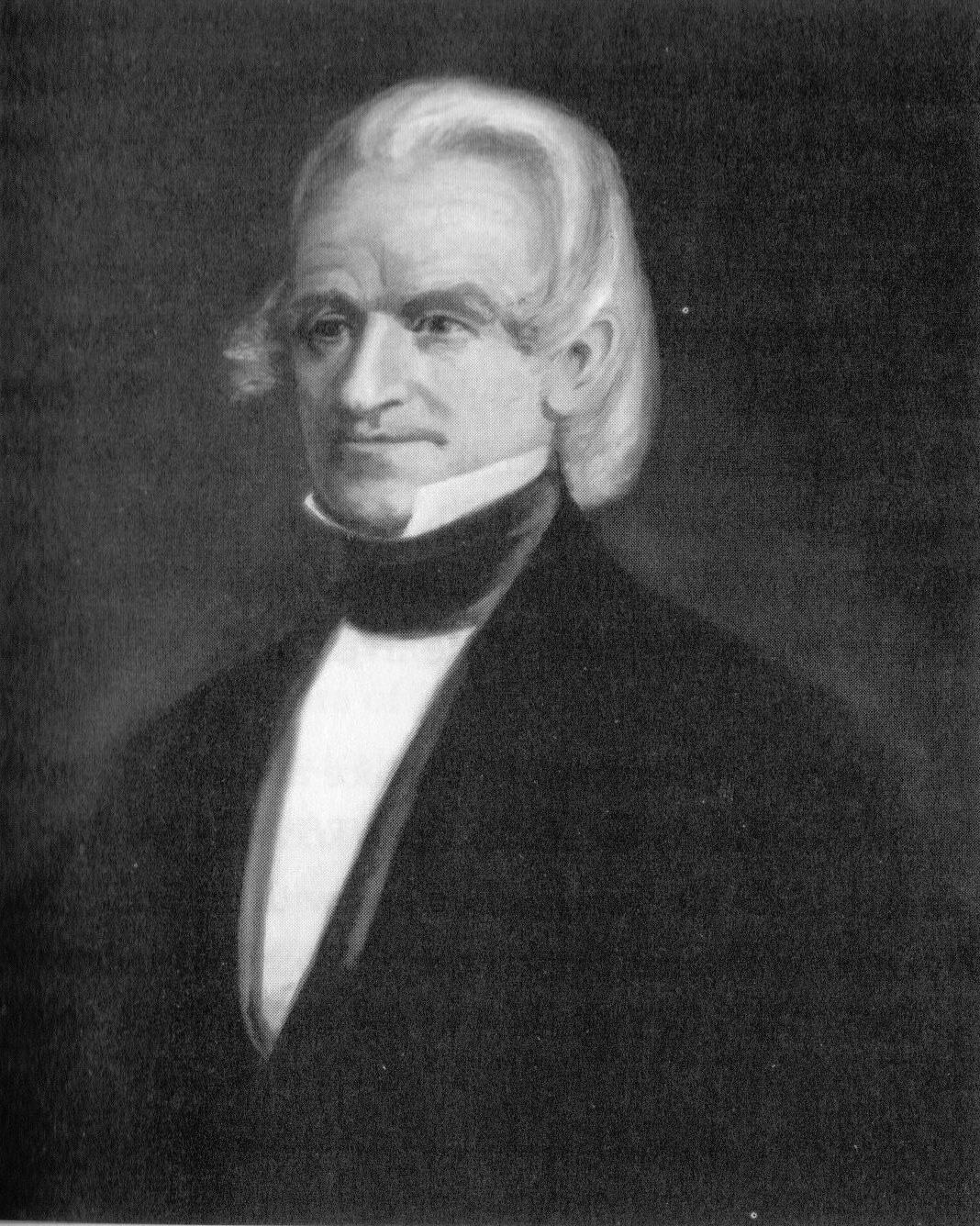
Kensey Johns

Kensey Johns junior (* 10. Dezember 1791 in New Castle, Delaware; † 28. März 1857 ebenda) war ein US-amerikanischer Politiker. Zwischen 1827 und 1831 vertrat er den Bundesstaat Delaware im US-Repräsentantenhaus.

## Werdegang
Kensey Johns genoss eine klassische Ausbildung. Bis 1810 besuchte er die Princeton University, die damals noch Princeton College hieß; nach einem anschließenden Jurastudium wurde er 1813 als Rechtsanwalt zugelassen. Daraufhin begann er in seiner Heimatstadt New Castle in seinem neuen Beruf zu praktizieren. Politisch wurde er ein Anhänger von Präsident John Quincy Adams und Mitglied der National Republican Party.
Nach dem Rücktritt des Kongressabgeordneten Louis McLane, der in den US-Senat wechselte, wurde Johns als dessen Nachfolger in das US-Repräsentantenhaus gewählt. Nach einer Wiederwahl im Jahr 1828 konnte er zwischen dem 2. Oktober 1827 und dem 3. März 1831 im Kongress verbleiben. 1830 verzichtete Johns auf eine weitere Kandidatur.
Im Jahr 1832 wurde Kensey Johns zum Kanzleirat von Delaware ernannt. Dabei handelt es sich um einen Staatsbeamten, der sich mit juristischen Angelegenheiten befasste. Dieses Amt übte er bis zu seinem Tod im Jahr 1857 aus. Johns war auch Richter an einem Vormundschaftsgericht und an einem Berufungsgericht.